# Mirabile Dictu
Mirabile Dictu ist ein internationales Filmfestival in der Vatikanstadt mit Fokus auf katholischen Filmen. 

## Geschichte
Das Festival wurde im Jahr 2010 vom Päpstlichen Rat für die Kultur gegründet. Nach Zusammenlegung des Rates mit der Kongregation für das katholische Bildungswesen ist das Festival unter der Schirmherrschaft des Dikasteriums für Kultur und Bildung. Die Idee stammt von der Regisseurin Liana Marabini, die das Festival seitdem auch leitet. Das Festival soll dem Genre des katholischen Films „Raum und Sichtbarkeit in der Kinowelt geben“. Mirabile Dictu gilt als eines der bedeutenden religiösen Filmfestivals in Italien.
Der Preis des Festivals ist der Silberfisch (Il Pesce d’Argento), inspiriert vom Symbol der ersten Christen. Berücksichtigt werden Filme, die in den zwei Jahren vor Beginn des Festivals produziert werden. Jedes Jahr werden etwa 1.000 Filme eingesendet und daraus Nominierungen ausgewählt, unter denen dann der Sieger der Kategorien bestimmt wird. Filme müssen entweder in Englisch oder Italienisch sein oder Untertitel in einer der beiden Sprachen haben.

## Kategorien und Jury
Im Rahmen des Filmfestivals wird der Preis des Festivals, der Il Pesce d’Argento, in verschiedenen Kategorien vergeben. Dazu gehören die Kategorien Bester Film, Bester Kurzfilm, Bester Dokumentarfilm und Bester Regisseur. Bis 2015 bestand auch noch ein Preis für den besten Schauspieler. Der Sieger in den verschiedenen Kategorien des Festivals wird durch eine internationale Jury ausgewählt. Die Preisjury im Jahr 2024 bestand aus Prinzessin Maria Pia Ruspoli, Norbert Blecha, Luca Caruso und Wlodzimierz Redzioch. Daneben bestehen noch der Capax Dei Foundation Award als Sonderpreis für katholisches Engagement und ein Preis für das Lebenswerk.